# Northport (Michigan)
Pour les articles homonymes, voir Northport.
Northport est un village du comté de Leelanau, dans l'État du Michigan, aux États-Unis. En 2020, il comptait une population de 496 habitants.